# Bakîhanov
Bakîhanov (azeră Bakıxanov) este un oraș din Azerbaidjan.